# Partido Cooperativo
El Partido Cooperativo (en inglés, Co-operative Party; en galés: Y Blaid Gydweithredol) es un partido político de centroizquierda del Reino Unido que defiende los principios y valores cooperativos. Actualmente, el partido tiene un pacto electoral con el Partido Laborista. Fundado en 1917, el Partido Cooperativo fue fundado por sociedades cooperativas para hacer campaña política a favor de un trato más justo para las empresas cooperativas y para elegir a los cooperativistas para el Parlamento. Las raíces del partido se encuentran en el Comité Parlamentario de la Unión Cooperativa establecido en 1881.
Desde 1927, el Partido Cooperativo tiene un pacto electoral con el Partido Laborista, en el que los partidos acuerdan no presentar candidatos uno contra el otro. Los candidatos seleccionados por los miembros de ambos partidos se presentan a las elecciones utilizando la descripción "Partido Laborista y Cooperativo". El Partido Cooperativo es una entidad legalmente separada del Partido Laborista y está registrado como partido político ante la Comisión Electoral. Los miembros del Partido Cooperativo no pueden ser miembros de ningún otro partido político en el Reino Unido, aparte del Partido Laborista o el Partido Socialdemócrata y Laborista (SDLP) de Irlanda del Norte.
En julio de 2024, el Partido Cooperativo era el cuarto partido más grande en la Cámara de los Comunes, con 43 miembros del Parlamento. Como todos sus parlamentarios pertenecen al Partido Laborista Parlamentario, esta distinción rara vez se hace. El Partido Cooperativo también tiene representantes en la Cámara de los Lores, el Parlamento escocés, el Parlamento Galés (Senedd), la Asamblea de Londres y algunas autoridades gubernamentales locales. En consonancia con sus valores y principios cooperativos, el Partido Cooperativo no tiene un líder. En cambio, Joe Fortune es su Secretario General, Preet Kaur Gill preside el Grupo Parlamentario del Partido Cooperativo y Jim McMahon preside el Comité Ejecutivo Nacional.

## Dirigentes
El Partido Cooperativo no tiene un líder único, sino que las responsabilidades se reparten entre Jim McMahon, presidente del Comité Ejecutivo Nacional; Preet Kaur Gill, presidenta del Grupo Parlamentario del Partido Cooperativo; y Joe Fortune, secretario general, que supervisa las operaciones cotidianas del partido. A los efectos del registro como partido político ante la Comisión Electoral, el secretario general está registrado como líder y funcionario encargado de las nominaciones.

### Presidentes del Comité Ejecutivo Nacional
| Nombre (Nacimiento-muerte) | Nombre (Nacimiento-muerte) | Nombre (Nacimiento-muerte)        | Período en el cargo     | Período en el cargo     |
| Nombre (Nacimiento-muerte) | Nombre (Nacimiento-muerte) | Nombre (Nacimiento-muerte)        | Inicio                  | Final                   |
| -------------------------- | -------------------------- | --------------------------------- | ----------------------- | ----------------------- |
|                            |                            | William Henry Watkins (1862-1924) | 1918                    | 29 de julio de 1924     |
|                            |                            | Alfred Barnes (1887-1974)         | 1924                    | 1945                    |
|                            |                            | William Coldrick (1894-1975)      | 1945                    | 1955                    |
|                            |                            | Albert Ballard (1888-1969)        | 1955                    | 1957                    |
|                            |                            | James Peddie (1905-1978)          | 1957                    | 1965                    |
|                            |                            | Herbert Kemp                      | 1965                    | 1972                    |
|                            |                            | John Parkinson                    | 1972                    | 1978                    |
|                            |                            | Tom Turvey                        | 1978                    | 1982                    |
|                            |                            | Brian Hellowell                   | 1982                    | 1989                    |
|                            |                            | Jessie Carnegie                   | 1989                    | 1995                    |
|                            |                            | Peter Nurse                       | 1995                    | 1996                    |
|                            |                            | Jim Lee                           | 1996                    | 10 de julio de 2001     |
|                            |                            | Gareth Thomas (1967-)             | 10 de julio de 2001     | 8 de junio de 2019      |
|                            |                            | Anna Turley (1978-)               | 8 de junio de 2019      | 13 de diciembre de 2019 |
|                            |                            | Chris Herries (1947-2020)         | 13 de diciembre de 2019 | 3 de octubre de 2020    |
|                            |                            | Jim McMahon (1980-)               | 3 de octubre de 2020    | Actualidad              |

### Secretarios generales
| Nombre (Nacimiento-muerte) | Nombre (Nacimiento-muerte)  | Período en el cargo | Período en el cargo |
| Nombre (Nacimiento-muerte) | Nombre (Nacimiento-muerte)  | Inicio              | Final               |
| -------------------------- | --------------------------- | ------------------- | ------------------- |
|                            | Samuel Perry (1877-1954)    | 1917                | 1942                |
|                            | Jack Bailey (1898-1969)     | 1942                | 1962                |
|                            | Harold Campbell (1913-2002) | 1962                | 1967                |
|                            | Ted Graham (1925-2020)      | 1967                | 1974                |
|                            | David Wise                  | 1974                | 1992                |
|                            | Peter Clarke                | 1992                | 1998                |
|                            | Peter Hunt                  | 1998                | 2008                |
|                            | Michael Stephenson          | 2008                | 2012                |
|                            | Karin Christiansen          | 2012                | 2015                |
|                            | Claire McCarthy             | 2015                | 2019                |
|                            | Joe Fortune                 | 2019                | Actualidad          |

## Resultados electorales
Los miembros de cooperativas que deseen presentarse a las elecciones también deben ser miembros del Partido Laborista y presentarse como candidatos del Partido Laborista y Cooperativo.
| Cámara de los Comunes del Reino Unido | Cámara de los Comunes del Reino Unido | Cámara de los Comunes del Reino Unido |
| Elecciones                            | Escaños                               | ±                                     |
| ------------------------------------- | ------------------------------------- | ------------------------------------- |
| 1918                                  | 1/707                                 | Nuevo                                 |
| 1922                                  | 4/615                                 | 3                                     |
| 1923                                  | 6/625                                 | 2                                     |
| 1924                                  | 5/615                                 | 1                                     |
| 1929                                  | 9/615                                 | 4                                     |
| 1931                                  | 1/615                                 | 8                                     |
| 1935                                  | 9/615                                 | 8                                     |
| 1945                                  | 23/640                                | 14                                    |
| 1950                                  | 18/625                                | 5                                     |
| 1951                                  | 16/625                                | 2                                     |
| 1955                                  | 19/630                                | 3                                     |
| 1959                                  | 16/630                                | 3                                     |
| 1964                                  | 19/630                                | 3                                     |
| 1966                                  | 18/630                                | 1                                     |
| 1970                                  | 15/630                                | 3                                     |
| Feb-1974                              | 14/635                                | 1                                     |
| Oct-1974                              | 14/635                                | 0                                     |
| 1979                                  | 17/635                                | 3                                     |
| 1983                                  | 7/650                                 | 10                                    |
| 1987                                  | 9/650                                 | 2                                     |
| 1992                                  | 14/651                                | 5                                     |
| 1997                                  | 28/659                                | 14                                    |
| 2001                                  | 30/659                                | 2                                     |
| 2005                                  | 29/646                                | 1                                     |
| 2010                                  | 28/650                                | 1                                     |
| 2015                                  | 24/650                                | 4                                     |
| 2017                                  | 38/650                                | 14                                    |
| 2019                                  | 26/650                                | 12                                    |
| 2024                                  | 43/650                                | 17                                    |